# Comuna Drujeliubivka, Vilneansk
Drujeliubivka (în ucraineană Дружелюбівка) este o comună în raionul Vilneansk, regiunea Zaporijjea, Ucraina, formată din satele Drujeliubivka (reședința), Novoivanivske, Novosofiivka și Ukraiinka.

## Demografie
Componența lingvistică a comunei Drujeliubivka
     Ucraineană (85,78%)
     Rusă (13,95%)
     Alte limbi (0,14%)
Conform recensământului din 2001, majoritatea populației comunei Drujeliubivka era vorbitoare de ucraineană (85,78%), existând în minoritate și vorbitori de rusă (13,95%).